# Baltazar Plata
 Baltazar Plata (Platha) herbu Plata (odmiana herbu Ostoja) (zm. po 1578 r.) – dziedzic dóbr Lotyń, dworzanin króla Zygmunta II Augusta.

## Życiorys
Baltazar Plata był dworzaninem królewskim. Od Zygmunta II Augusta (w roku 1569) i Henryka III Walezego (w roku 1574) uzyskał przywileje, mocą których otrzymywał corocznie sumę 100 zł, wypłacaną przez Żydów poznańskich. Potwierdził te przywileje Stefan Batory w roku 1578. Jego małżonką była Elżbieta z Oporowa, z którą spisał dożywocie w 1569 roku. Dwa lata później zapisał na swych dobrach 600 fl. Florianowi Ołdakowskiemu. Synem Baltazara Platy był Michał, który wg S. Uruskiego został naganiony w szlachectwie przez Sierakowskiego i oczyścił się z zarzutu. Świadectwo w tej sprawie zostało złożone podczas elekcji deputackiej w Starogardzie w roku 1637. Zgodnie z tym świadectwem rodzicami Baltazara Platy byli Mikołaj i Eufrozyna Manteuffel-Kiełpińska a dziadkami po mieczu Jakub i Katarzyna Konarska.